# Canción sin miedo

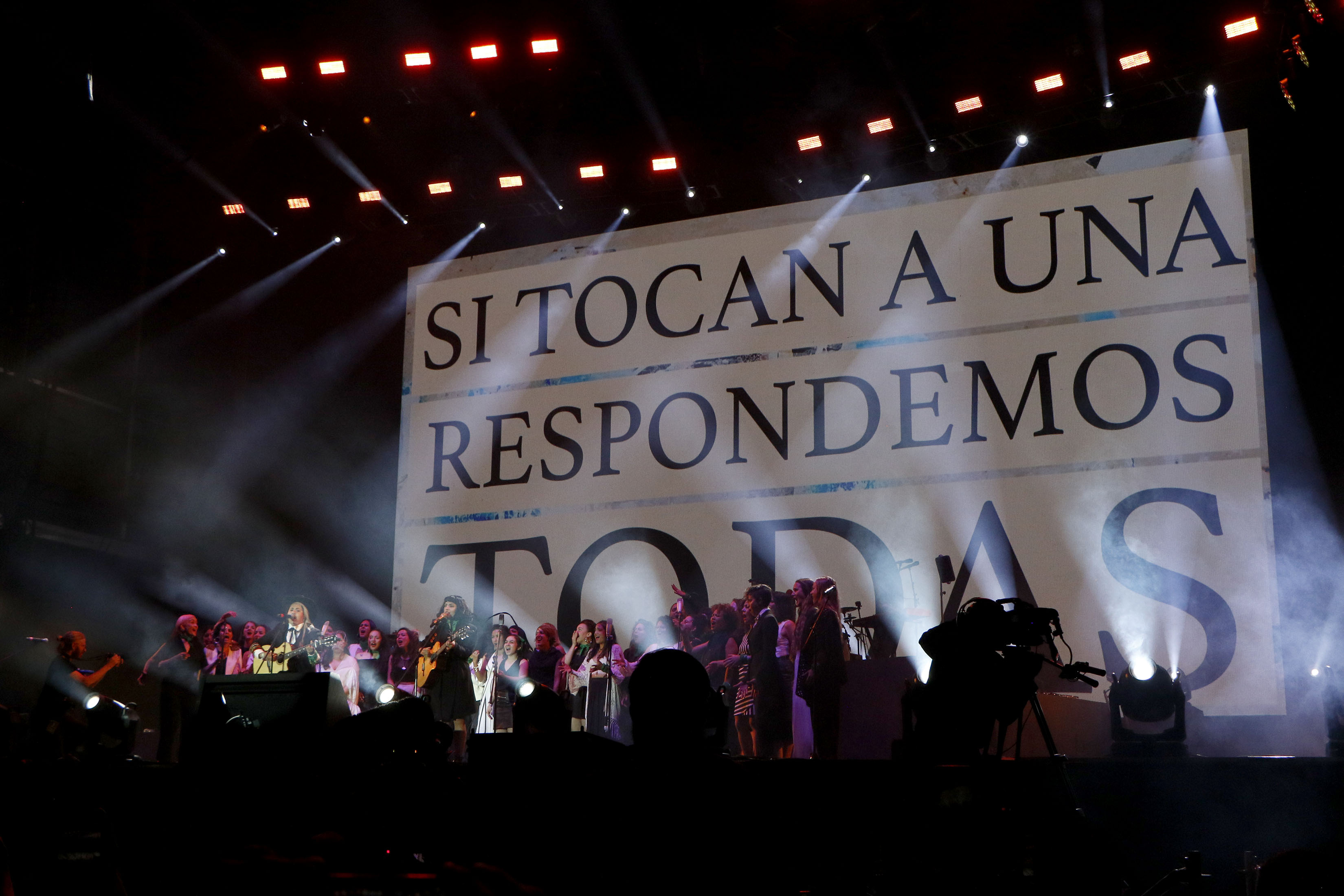
La prima esecuzione di "Canción sin miedo" di Mon Laferte, Vivir Quintana, e il coro "El Palomar", Città del Messico, 7 marzo 2020.

Canción sin miedo (lett. "canzone senza paura") è una canzone della cantautrice messicana Vivir Quintana eseguita per la prima volta il 7 marzo 2020 con l'accompagnamento dal gruppo musicale femminile El Palomar e dalla cantante cilena Paz Court.
Gli argomenti del brano sono le donne scomparse, il femminicidio e la lotta per la giustizia, la canzone è diventata un inno della protesta femminista contro i femminicidi diffondendosi prima in America Latina e poi in altre parti del mondo.

## Storia
Il 25 febbraio 2020, la musicista cilena Mon Laferte chiese a Vivir Quintana se avesse una canzone sul femminicidio per eseguirla nella storica Piazza della Costituzione di Città del Messico il 7 marzo 2020, giorno della Marcia Mondiale delle Donne e vigilia della Giornata internazionale dei diritti delle donne. Quintana rispose che non ne aveva una pronta ma che l'avrebbe sctitta, la canzone fu pronta poche ore dopo.
"Canción sin miedo" è stata pubblicata per la prima volta sul canale YouTube di Quintana il 7 marzo 2020, eseguita in collaborazione con il coro femminile El Palomar, con un arrangiamento corale della corista cilena Paz Court. Più tardi, lo stesso giorno, Laferte si è unita al gruppo per eseguire la canzone allo Zócalo nell'ambito del festival Tiempo de Mujeres (Ora delle donne). La canzone fu ripetuta durante le manifestazioni femministe del giorno successivo.
Tra le esecuzioni del brano vi sono quelle del settembre 2020 durante l'occupazione della sede della Commissione nazionale per i diritti umani del Messico,, nel documentario Netflix del 2020 Le tre morti di Marisela Escobedo dedicato all'assassinio dell'attivista messicana Marisela Escobedo Ortiz nel 2010 e durante il funerale dell'avvocata ecuadoriana María Belén Bernal nel settembre 2022.